# Liga dos Campeões da Europa de Voleibol Feminino de 2022-23
A Liga dos Campeões da Europa de Voleibol Feminino de 2022-23 foi a sexagésima terceira edição da principal competição de clubes de voleibol feminino da Europa, organizada pela CEV iniciada com as qualificatórias, esta realizada no período de 18 de outubro a 4 de novembro de 2022 com 8 participantes e o torneio principal previsto de 23 de novembro de 2022 a 24 de abril de 2023 com 20 equipes disputando o título, totalizando 28 clubes participantes, qualificando o time campeão para a edição do Campeonato Mundial de Clubes de Voleibol Feminino de 2023. 
Pelo segunda vez, a equipe turca do VakıfBank SK obtém o bicampeonato consecutivo, totalizando seis títulos na história, após vencer o compatriota Eczacıbaşı VitrA em quatro sets. A atacante italiana Paola Egonu foi eleita o melhor jogadora das finais da competição.

## Formato de disputa
As equipes foram distribuídas proporcionalmente em cinco grupos onde todos os times (com dois jogos em mando de quadra e dois jogos como visitante). Os cinco times que encerraram esta fase em primeiro de seus grupos qualificaram-se para os playoffs e mais os três melhores segundo colocados nesta etapa.
A classificação foi determinada pelo número de partidas ganhas. Em caso de empate no número de partidas ganhas por duas ou mais equipes, sua classificação foi baseada nos seguintes critérios:
- resultado de pontos (placar de 3-0 ou 3-1 garantiu três pontos para a equipe vencedora e nenhum para a equipe derrotada; já o placar de 3-2 garantiu dois pontos para a equipe vencedora e um para a perdedora);
- quociente de set (o número total de sets ganhos dividido pelo número total de sets perdidos);
- quociente de pontos (o número total de pontos marcados dividido pelo número total de pontos perdidos);
- resultados de confrontos diretos entre as equipes em questão.

A fase de Playoffs reuniu as oito melhores equipes da fase anterior, sendo as primeiras colocadas de cada grupo e três melhores segunda colocadas, e disputaram a fase de quartas de final, com jogos de idade e volta, obedecendo os critérios de pontuação (resultado de pontos), no caso de empate, disputaram o "Golden Set". A fase semifinal reuniu as quatro equipes classificadas com jogos de ida e volta, com Golden set, as duas melhores equipes desta fase disputaram a final, sendo disputada em jogo único.

## Equipes participantes
Um total de 20 equipes participaram no torneio principal, com 17 clubes oriundos das vagas diretas destinada aos melhores ranqueados conforme ranking das Copas Europeias, as 3 equipes restantes foram oriundas da fase qualificatória. As seguintes equipes foram qualificadas para a disputa do torneio principal da Liga dos Campeões da Europa de 2022-23:
| Equipe                   | País     | Qualificação    |
| ------------------------ | -------- | --------------- |
| VakıfBank SK Istambul    | Turquia  | Vaga direta     |
| Fenerbahçe SK Istambul   | Turquia  | Vaga direta     |
| Eczacıbaşı VitrA         | Turquia  | Vaga direta     |
| Imoco Volley Conegliano  | Itália   | Vaga direta     |
| Vero Volley Milano       | Itália   | Vaga direta     |
| Igor Gorgonzola Novara   | Itália   | Vaga direta     |
| Chemik Police            | Polónia  | Vaga direta     |
| Developres Rzeszów       | Polónia  | Vaga direta     |
| ŁKS Łódź                 | Polónia  | Vaga direta     |
| ASPTT Mulhouse           | França   | Vaga direta     |
| Volero Le Cannet         | França   | Vaga direta     |
| Allianz MTV Stuttgart    | Alemanha | Vaga direta     |
| SC Potsdam               | Alemanha | Vaga direta     |
| CSM Volei Alba-Blaj      | Roménia  | Vaga direta     |
| CSM Târgoviște           | Roménia  | Vaga direta     |
| Maritza Plovdiv          | Bulgária | Vaga direta     |
| SC Prometey              | Ucrânia  | Vaga direta     |
| Vasas SC                 | Hungria  | Qualificatórias |
| Estrela Vermelha         | Sérvia   | Qualificatórias |
| Sanaya Libby's La Laguna | Espanha  | Qualificatórias |

## Sorteio dos grupos
O sorteio foi realizado em 16 de setembro de 2022 em Cidade de Bruxelas.

## Fase de grupos
|  | Classificado para as quartas de final                               |
|  | As três melhores segundas colocadas avançam as pré-quartas de final |
|  | Qualificadas para as quartas de final da Copa CEV 2022–23           |

- Todas partidas em horário local.

### Grupo A
Classificação
|     |                         |     | Jogos | Jogos | Jogos | Resultados | Resultados | Resultados | Resultados | Resultados | Resultados | Sets | Sets | Sets  | Pontos | Pontos | Pontos |
| Pos | Equipe                  | Pts | T     | V     | D     | 3–0        | 3–1        | 3–2        | 2–3        | 1–3        | 0–3        | V    | P    | R     | V      | P      | R      |
| --- | ----------------------- | --- | ----- | ----- | ----- | ---------- | ---------- | ---------- | ---------- | ---------- | ---------- | ---- | ---- | ----- | ------ | ------ | ------ |
| 1   | Imoco Volley Conegliano | 18  | 6     | 6     | 0     | 4          | 2          | 0          | 0          | 0          | 0          | 18   | 2    | 9,000 | 488    | 367    | 1.330  |
| 2   | Developres Rzeszów      | 11  | 6     | 4     | 2     | 2          | 1          | 1          | 0          | 1          | 1          | 13   | 9    | 1.444 | 482    | 444    | 1.086  |
| 3   | ASPTT Mulhouse          | 6   | 6     | 2     | 4     | 0          | 2          | 0          | 0          | 0          | 4          | 6    | 14   | 0.429 | 401    | 478    | 0.839  |
| 4   | Vasas SC                | 1   | 6     | 0     | 6     | 0          | 0          | 0          | 1          | 4          | 1          | 6    | 18   | 0.333 | 482    | 564    | 0.855  |

Resultados
| Data     | Hora  |                         | Placar |                         | Set 1 | Set 2 | Set 3 | Set 4 | Set 5 | Total   | Relatório |
| -------- | ----- | ----------------------- | ------ | ----------------------- | ----- | ----- | ----- | ----- | ----- | ------- | --------- |
| 6/12/22  | 18:00 | Developres Rzeszów      | 3–0    | ASPTT Mulhouse          | 25–19 | 25–19 | 25–20 |       |       | 75–58   | Relatório |
| 7/12/22  | 18:30 | Imoco Volley Conegliano | 3–0    | Vasas SC                | 25–15 | 25–16 | 25–19 |       |       | 75–50   | Relatório |
| 20/12/22 | 18:15 | Vasas SC                | 2–3    | Developres Rzeszów      | 25–20 | 28–26 | 20–25 | 20–25 | 9–15  | 102–111 | Relatório |
| 21/12/22 | 19:00 | ASPTT Mulhouse          | 0–3    | Imoco Volley Conegliano | 22–25 | 14–25 | 18–25 |       |       | 54–75   | Relatório |
| 10/01/23 | 18:00 | Developres Rzeszów      | 1–3    | Imoco Volley Conegliano | 25–16 | 18–25 | 16–25 | 16–25 |       | 75–91   | Relatório |
| 11/01/23 | 18:15 | Vasas SC                | 1–3    | ASPTT Mulhouse          | 23–25 | 23–25 | 25–16 | 24–26 |       | 95–92   | Relatório |
| 17/01/23 | 18:00 | Developres Rzeszów      | 3–1    | Vasas SC                | 25–10 | 18–25 | 25–13 | 25–23 |       | 93–71   | Relatório |
| 18/01/23 | 20:30 | Imoco Volley Conegliano | 3–0    | ASPTT Mulhouse          | 25–15 | 25–19 | 25–20 |       |       | 75–54   | Relatório |
| 31/01/23 | 18:15 | Vasas SC                | 1–3    | Imoco Volley Conegliano | 17–25 | 25–22 | 21–25 | 18–25 |       | 81–97   | Relatório |
| 31/01/23 | 19:00 | ASPTT Mulhouse          | 0–3    | Developres Rzeszów      | 17–25 | 19–25 | 11–25 |       |       | 47–75   | Relatório |
| 08/02/23 | 19:00 | Imoco Volley Conegliano | 3–0    | Developres Rzeszów      | 25–20 | 25–17 | 25–16 |       |       | 75–53   | Relatório |
| 08/02/23 | 20:20 | ASPTT Mulhouse          | 3–1    | Vasas SC                | 25–18 | 25–23 | 21–25 | 25–17 |       | 96–83   | Relatório |

### Grupo B
Classificação
|     |                     |     | Jogos | Jogos | Jogos | Resultados | Resultados | Resultados | Resultados | Resultados | Resultados | Sets | Sets | Sets  | Pontos | Pontos | Pontos |
| Pos | Equipe              | Pts | T     | V     | D     | 3–0        | 3–1        | 3–2        | 2–3        | 1–3        | 0–3        | V    | P    | R     | V      | P      | R      |
| --- | ------------------- | --- | ----- | ----- | ----- | ---------- | ---------- | ---------- | ---------- | ---------- | ---------- | ---- | ---- | ----- | ------ | ------ | ------ |
| 1   | Pro Victoria Milano | 16  | 6     | 5     | 1     | 2          | 3          | 0          | 1          | 0          | 0          | 17   | 6    | 2.833 | 534    | 452    | 1.181  |
| 2   | Volero Le Cannet    | 11  | 6     | 4     | 2     | 1          | 1          | 2          | 1          | 1          | 0          | 15   | 11   | 1.364 | 554    | 541    | 1.024  |
| 3   | CSM Volei Alba Blaj | 7   | 6     | 2     | 4     | 1          | 1          | 0          | 1          | 2          | 1          | 10   | 13   | 0.769 | 493    | 518    | 0.952  |
| 4   | SC Prometey         | 2   | 6     | 1     | 5     | 0          | 0          | 1          | 0          | 2          | 3          | 5    | 17   | 0.294 | 443    | 513    | 0.864  |

Resultados
| Data     | Hora  |                     | Placar |                     | Set 1 | Set 2 | Set 3 | Set 4 | Set 5 | Total   | Relatório |
| -------- | ----- | ------------------- | ------ | ------------------- | ----- | ----- | ----- | ----- | ----- | ------- | --------- |
| 7/12/22  | 20:00 | Pro Victoria Milano | 3–0    | SC Prometey         | 25–17 | 25–20 | 25–21 |       |       | 75–58   | Relatório |
| 7/12/22  | 20:00 | Volero Le Cannet    | 3–2    | CSM Volei Alba Blaj | 25–23 | 18–25 | 23–25 | 25–21 | 15–7  | 106–101 | Relatório |
| 20/12/22 | 18:00 | SC Prometey         | 3–2    | Volero Le Cannet    | 24–26 | 17–25 | 25–14 | 25–16 | 15–10 | 106–91  | Relatório |
| 21/12/22 | 19:00 | CSM Volei Alba Blaj | 1–3    | Pro Victoria Milano | 25–20 | 16–25 | 21–25 | 21–25 |       | 83–95   | Relatório |
| 10/01/23 | 18:00 | SC Prometey         | 0–3    | CSM Volei Alba Blaj | 15–25 | 22–25 | 21–25 |       |       | 58–75   | Relatório |
| 12/01/23 | 20:00 | Volero Le Cannet    | 3–2    | Pro Victoria Milano | 23–25 | 25–20 | 14–25 | 25–15 | 15–6  | 102–91  | Relatório |
| 18/01/23 | 20:00 | Pro Victoria Milano | 3–0    | CSM Volei Alba Blaj | 25–16 | 25–18 | 25–16 |       |       | 75–50   | Relatório |
| 18/01/23 | 20:00 | Volero Le Cannet    | 3–0    | SC Prometey         | 25–15 | 25–22 | 25–22 |       |       | 75–59   | Relatório |
| 31/01/23 | 18:00 | SC Prometey         | 1–3    | Pro Victoria Milano | 19–25 | 18–25 | 26–24 | 14–25 |       | 77–99   | Relatório |
| 01/02/23 | 19:00 | CSM Volei Alba Blaj | 1–3    | Volero Le Cannet    | 15–25 | 20–25 | 25–22 | 25–27 |       | 85–99   | Relatório |
| 08/02/23 | 19:00 | CSM Volei Alba Blaj | 3–1    | SC Prometey         | 25–23 | 25–20 | 24–26 | 25–16 |       | 99–85   | Relatório |
| 08/02/23 | 20:00 | Pro Victoria Milano | 3–1    | Volero Le Cannet    | 23–25 | 26–24 | 25–18 | 25–15 |       | 99–82   | Relatório |

### Grupo C
Classificação
|     |                        |     | Jogos | Jogos | Jogos | Resultados | Resultados | Resultados | Resultados | Resultados | Resultados | Sets | Sets | Sets  | Pontos | Pontos | Pontos |
| Pos | Equipe                 | Pts | T     | V     | D     | 3–0        | 3–1        | 3–2        | 2–3        | 1–3        | 0–3        | V    | P    | R     | V      | P      | R      |
| --- | ---------------------- | --- | ----- | ----- | ----- | ---------- | ---------- | ---------- | ---------- | ---------- | ---------- | ---- | ---- | ----- | ------ | ------ | ------ |
| 1   | Igor Gorgonzola Novara | 15  | 6     | 5     | 1     | 2          | 3          | 0          | 0          | 0          | 1          | 15   | 6    | 2.500 | 503    | 436    | 1.154  |
| 2   | VakıfBank SK Istanbul  | 13  | 6     | 4     | 2     | 3          | 1          | 0          | 1          | 1          | 0          | 15   | 7    | 2.143 | 522    | 462    | 1.130  |
| 3   | SC Potsdam             | 7   | 6     | 3     | 3     | 0          | 1          | 2          | 0          | 3          | 0          | 12   | 14   | 0.857 | 563    | 581    | 0.969  |
| 4   | Estrela Vermelha       | 1   | 6     | 0     | 6     | 0          | 0          | 0          | 1          | 1          | 4          | 3    | 18   | 0.167 | 396    | 508    | 0.780  |

Resultados
| Data     | Hora  |                        | Placar |                        | Set 1 | Set 2 | Set 3 | Set 4 | Set 5 | Total   | Relatório |
| -------- | ----- | ---------------------- | ------ | ---------------------- | ----- | ----- | ----- | ----- | ----- | ------- | --------- |
| 6/12/22  | 20:00 | Igor Gorgonzola Novara | 3–1    | SC Potsdam             | 25–15 | 25–17 | 24–26 | 25–19 |       | 99–77   | Relatório |
| 7/12/22  | 17:00 | VakıfBank SK Istanbul  | 3–0    | Estrela Vermelha       | 25–15 | 25–21 | 25–9  |       |       | 75–45   | Relatório |
| 20/12/22 | 19:00 | Estrela Vermelha       | 0–3    | Igor Gorgonzola Novara | 17–25 | 20–25 | 25–27 |       |       | 62–77   | Relatório |
| 21/12/22 | 19:30 | SC Potsdam             | 1–3    | VakıfBank SK Istanbul  | 22–25 | 33–35 | 25–20 | 21–25 |       | 101–105 | Relatório |
| 10/01/23 | 20:00 | Igor Gorgonzola Novara | 0–3    | VakıfBank SK Istanbul  | 21–25 | 22–25 | 19–25 |       |       | 62–75   | Relatório |
| 12/01/23 | 20:00 | Estrela Vermelha       | 2–3    | SC Potsdam             | 25–21 | 21–25 | 17–25 | 25–23 | 9–15  | 97–109  | Relatório |
| 17/01/23 | 20:00 | Igor Gorgonzola Novara | 3–0    | Estrela Vermelha       | 25–17 | 25–15 | 25–22 |       |       | 75–54   | Relatório |
| 19/01/23 | 19:00 | VakıfBank SK Istanbul  | 2–3    | SC Potsdam             | 25–19 | 25–19 | 23–25 | 20–25 | 10–15 | 103–103 | Relatório |
| 31/01/23 | 19:00 | Estrela Vermelha       | 0–3    | VakıfBank SK Istanbul  | 23–25 | 18–25 | 18–25 |       |       | 59–75   | Relatório |
| 31/01/23 | 19:30 | SC Potsdam             | 1–3    | Igor Gorgonzola Novara | 21–25 | 17–25 | 25–23 | 13–25 |       | 76–98   | Relatório |
| 08/02/23 | 19:30 | SC Potsdam             | 3–1    | Estrela Vermelha       | 25–18 | 25–13 | 22–25 | 25–23 |       | 97–79   | Relatório |
| 15/02/23 | 19:30 | VakıfBank SK Istanbul  | 1–3    | Igor Gorgonzola Novara | 19–25 | 25–17 | 22–25 | 23–25 |       | 89–92   | Relatório |

### Grupo D
Classificação
|     |                          |     | Jogos | Jogos | Jogos | Resultados | Resultados | Resultados | Resultados | Resultados | Resultados | Sets | Sets | Sets  | Pontos | Pontos | Pontos |
| Pos | Equipe                   | Pts | T     | V     | D     | 3–0        | 3–1        | 3–2        | 2–3        | 1–3        | 0–3        | V    | P    | R     | V      | P      | R      |
| --- | ------------------------ | --- | ----- | ----- | ----- | ---------- | ---------- | ---------- | ---------- | ---------- | ---------- | ---- | ---- | ----- | ------ | ------ | ------ |
| 1   | Allianz MTV Stuttgart    | 13  | 6     | 5     | 1     | 3          | 0          | 2          | 0          | 1          | 0          | 16   | 7    | 2.286 | 520    | 458    | 1.135  |
| 2   | Fenerbahçe SK Istambul   | 13  | 6     | 4     | 2     | 3          | 1          | 0          | 1          | 1          | 0          | 15   | 7    | 2.143 | 514    | 463    | 1.110  |
| 3   | ŁKS Łódź                 | 10  | 6     | 3     | 3     | 2          | 1          | 0          | 1          | 0          | 2          | 11   | 10   | 1.100 | 476    | 451    | 1.055  |
| 4   | Sanaya Libby's La Laguna | 0   | 6     | 0     | 6     | 0          | 0          | 0          | 0          | 0          | 6          | 0    | 18   | 0,000 | 315    | 453    | 0.695  |

Resultados
| Data     | Hora  |                          | Placar |                          | Set 1 | Set 2 | Set 3 | Set 4 | Set 5 | Total   | Relatório |
| -------- | ----- | ------------------------ | ------ | ------------------------ | ----- | ----- | ----- | ----- | ----- | ------- | --------- |
| 6/12/22  | 18:30 | Fenerbahçe SK Istambul   | 3–0    | Sanaya Libby's La Laguna | 25–17 | 27–25 | 25–14 |       |       | 77–56   | Relatório |
| 7/12/22  | 18:00 | ŁKS Łódź                 | 0–3    | Allianz MTV Stuttgart    | 23–25 | 12–25 | 20–25 |       |       | 55–75   | Relatório |
| 20/12/22 | 19:30 | Sanaya Libby's La Laguna | 0–3    | ŁKS Łódź                 | 17–25 | 21–25 | 18–25 |       |       | 56–75   | Relatório |
| 21/12/22 | 19:00 | Allianz MTV Stuttgart    | 3–2    | Fenerbahçe SK Istambul   | 25–22 | 25–23 | 18–25 | 22–25 | 15–10 | 105–105 | Relatório |
| 11/01/23 | 18:00 | ŁKS Łódź                 | 3–1    | Fenerbahçe SK Istambul   | 25–21 | 22–25 | 25–16 | 25–19 |       | 97–81   | Relatório |
| 12/01/23 | 19:00 | Sanaya Libby's La Laguna | 0–3    | Allianz MTV Stuttgart    | 19–25 | 15–25 | 18–25 |       |       | 52–75   | Relatório |
| 18/01/23 | 17:30 | Fenerbahçe SK Istambul   | 3–1    | Allianz MTV Stuttgart    | 25–20 | 22–25 | 25–18 | 25–16 |       | 97–79   | Relatório |
| 19/01/23 | 20:30 | ŁKS Łódź                 | 3–0    | Sanaya Libby's La Laguna | 25–16 | 25–14 | 25–20 |       |       | 75–50   | Relatório |
| 01/02/23 | 19:00 | Allianz MTV Stuttgart    | 3–2    | ŁKS Łódź                 | 32–30 | 18–25 | 25–15 | 19–25 | 17–15 | 111–110 | Relatório |
| 02/02/23 | 18:00 | Sanaya Libby's La Laguna | 0–3    | Fenerbahçe SK Istambul   | 18–25 | 20–25 | 24–26 |       |       | 62–76   | Relatório |
| 08/02/23 | 19:00 | Allianz MTV Stuttgart    | 0–0    | Sanaya Libby's La Laguna | 25–8  | 25–16 | 25–15 |       |       | 75–39   | Relatório |
| 16/02/23 | 18:00 | Fenerbahçe SK Istambul   | 3–0    | ŁKS Łódź                 | 25–22 | 25–16 | 28–26 |       |       | 78–64   | Relatório |

### Grupo E
Classificação
|     |                  |     | Jogos | Jogos | Jogos | Resultados | Resultados | Resultados | Resultados | Resultados | Resultados | Sets | Sets | Sets  | Pontos | Pontos | Pontos |
| Pos | Equipe           | Pts | T     | V     | D     | 3–0        | 3–1        | 3–2        | 2–3        | 1–3        | 0–3        | V    | P    | R     | V      | P      | R      |
| --- | ---------------- | --- | ----- | ----- | ----- | ---------- | ---------- | ---------- | ---------- | ---------- | ---------- | ---- | ---- | ----- | ------ | ------ | ------ |
| 1   | Eczacıbaşı VitrA | 18  | 6     | 6     | 0     | 4          | 2          | 0          | 0          | 0          | 0          | 18   | 2    | 9,000 | 497    | 365    | 1.362  |
| 2   | Chemik Police    | 10  | 6     | 4     | 2     | 2          | 0          | 2          | 0          | 2          | 0          | 14   | 10   | 1.400 | 538    | 503    | 1.070  |
| 3   | CSM Târgoviște   | 8   | 6     | 2     | 4     | 2          | 0          | 0          | 2          | 0          | 2          | 10   | 12   | 0.833 | 469    | 471    | 0.996  |
| 4   | Maritza Plovdiv  | 0   | 6     | 0     | 6     | 0          | 0          | 0          | 0          | 0          | 6          | 0    | 18   | 0,000 | 286    | 451    | 0.634  |

Resultados
| Data     | Hora  |                  | Placar |                  | Set 1 | Set 2 | Set 3 | Set 4 | Set 5 | Total   | Relatório |
| -------- | ----- | ---------------- | ------ | ---------------- | ----- | ----- | ----- | ----- | ----- | ------- | --------- |
| 7/12/22  | 19:00 | Eczacıbaşı VitrA | 3–0    | CSM Târgoviște   | 25–18 | 25–14 | 25–22 |       |       | 75–54   | Relatório |
| 7/12/22  | 20:30 | Chemik Police    | 3–0    | Maritza Plovdiv  | 25–18 | 25–23 | 25–11 |       |       | 75–52   | Relatório |
| 20/12/22 | 18:00 | Maritza Plovdiv  | 0–3    | Eczacıbaşı VitrA | 20–25 | 11–25 | 19–25 |       |       | 50–75   | Relatório |
| 21/12/22 | 18:00 | CSM Târgoviște   | 2–3    | Chemik Police    | 17–25 | 19–25 | 26–24 | 26–24 | 16–18 | 104–116 | Relatório |
| 11/01/23 | 18:00 | Maritza Plovdiv  | 0–3    | CSM Târgoviște   | 14–25 | 15–25 | 19–25 |       |       | 48–75   | Relatório |
| 11/01/23 | 19:00 | Eczacıbaşı VitrA | 3–1    | Chemik Police    | 21–25 | 25–14 | 25–20 | 25–17 |       | 96–76   | Relatório |
| 18/01/23 | 18:00 | Chemik Police    | 3–2    | CSM Târgoviște   | 29–27 | 25–20 | 23–25 | 13–25 | 15–4  | 105–101 | Relatório |
| 18/01/23 | 20:00 | Eczacıbaşı VitrA | 3–0    | Maritza Plovdiv  | 25–14 | 25–16 | 25–5  |       |       | 75–35   | Relatório |
| 01/02/23 | 18:30 | Maritza Plovdiv  | 0–3    | Chemik Police    | 20–25 | 9–25  | 20–25 |       |       | 49–75   | Relatório |
| 02/02/23 | 18:00 | CSM Târgoviște   | 0–3    | Eczacıbaşı VitrA | 22–25 | 14–25 | 23–25 |       |       | 59–75   | Relatório |
| 08/02/23 | 18:00 | CSM Târgoviște   | 3–0    | Maritza Plovdiv  | 25–18 | 25–10 | 26–24 |       |       | 76–52   | Relatório |
| 08/02/23 | 18:00 | Chemik Police    | 1–3    | Eczacıbaşı VitrA | 28–26 | 18–25 | 23–25 | 22–25 |       | 91–101  | Relatório |

## Playoffs
- Todas partidas em horário local.
- Com a punição imposta pela CEV, todos os times russos foram excluídos da competição. Sendo assim, os times que enfrentariam os

russos avançaram automaticamente.
- Critérios de classificação:

1) Vitória por 3 a 0 ou 3 a 1 - soma-se 3 pontos ao vencedor 
2) Vitória por 3 a 2 - soma-se 2 pontos ao vencedor e 1 ponto ao perdedor 
3) Golden set - disputado em caso de igualdade de pontos
Chaveamento
| Pré-quartas de final | Pré-quartas de final | Pré-quartas de final | Pré-quartas de final | Pré-quartas de final |  |  | Quartas de final | Quartas de final      | Quartas de final | Quartas de final | Quartas de final |  |  | Semifinais | Semifinais          | Semifinais | Semifinais | Semifinais |  |  | Final | Final            | Final |
|                      |                      |                      |                      |                      |  |  |                  |                       |                  |                  |                  |  |  |            |                     |            |            |            |  |  |       |                  |       |
| 2C                   | VakıfBank SK         | 3                    | 3                    | 6                    |  |  |                  |                       |                  |                  |                  |  |  |            |                     |            |            |            |  |  |       |                  |       |
| 3D                   | ŁKS Łódź             | 0                    | 0                    | 0                    |  |  | 2C               | VakıfBank SK          | 3                | 3                | 5                |  |  |            |                     |            |            |            |  |  |       |                  |       |
|                      |                      |                      |                      |                      |  |  | 2B               | Pro Victoria Milano   | 0                | 2                | 1                |  |  |            |                     |            |            |            |  |  |       |                  |       |
|                      |                      |                      |                      |                      |  |  |                  |                       |                  |                  |                  |  |  | 2C         | VakıfBank SK        | 0          | 3          | 4gs        |  |  |       |                  |       |
| 2D                   | Fenerbahçe SK        | 3                    | 3                    | 5                    |  |  |                  |                       |                  |                  |                  |  |  | 2D         | Fenerbahçe SK       | 3          | 0          | 3          |  |  |       |                  |       |
| 2E                   | Chemik Police        | 2                    | 1                    | 1                    |  |  | 1A               | Imoco Conegliano      | 0                | 3                | 2                |  |  |            |                     |            |            |            |  |  |       |                  |       |
|                      |                      |                      |                      |                      |  |  | 2D               | Fenerbahçe SK         | 3                | 2                | 4                |  |  |            |                     |            |            |            |  |  |       |                  |       |
|                      |                      |                      |                      |                      |  |  |                  |                       |                  |                  |                  |  |  |            |                     |            |            |            |  |  | 2C    | VakıfBank SK     | 3     |
|                      |                      |                      |                      |                      |  |  |                  |                       |                  |                  |                  |  |  |            |                     |            |            |            |  |  | 1E    | Eczacıbaşı VitrA | 1     |
|                      |                      |                      |                      |                      |  |  | 1D               | Allianz MTV Stuttgart | 1                | 0                | 0                |  |  |            |                     |            |            |            |  |  |       |                  |       |
|                      |                      |                      |                      |                      |  |  | 1C               | I.Gorgonzola Novara   | 3                | 3                | 6                |  |  |            |                     |            |            |            |  |  |       |                  |       |
|                      |                      |                      |                      |                      |  |  |                  |                       |                  |                  |                  |  |  | 1C         | I.Gorgonzola Novara | 3          | 0          | 2          |  |  |       |                  |       |
| 2A                   | Developres Rzeszów   | 0                    | 3                    | 4gs                  |  |  |                  |                       |                  |                  |                  |  |  | 1E         | Eczacıbaşı VitrA    | 2          | 3          | 4          |  |  |       |                  |       |
| 2B                   | Volero Le Cannet     | 3                    | 0                    | 3                    |  |  | 2A               | Developres Rzeszów    | 1                | 2                | 1                |  |  |            |                     |            |            |            |  |  |       |                  |       |
|                      |                      |                      |                      |                      |  |  | 1E               | Eczacıbaşı VitrA      | 3                | 3                | 5                |  |  |            |                     |            |            |            |  |  |       |                  |       |
|                      |                      |                      |                      |                      |  |  |                  |                       |                  |                  |                  |  |  |            |                     |            |            |            |  |  |       |                  |       |

## Pré-quartas de final
| Equipe 1         | Total          | Equipe 2               | 1.º jogo | 2.º jogo |
| ---------------- | -------------- | ---------------------- | -------- | -------- |
| ŁKS Łódź         | 0 – 6          | VakıfBank SK Istanbul  | 0 – 3    | 0 – 3    |
| Chemik Police    | 1 – 5          | Fenerbahçe SK Istambul | 2 – 3    | 1 – 3    |
| Volero Le Cannet | 3–3 (13–15 gs) | Developres Rzeszów     | 3 – 0    | 0 – 3    |

#### Jogos de ida
| Data     | Hora  |                  | Placar |                        | Set 1 | Set 2 | Set 3 | Set 4 | Set 5 | Total   | Relatório |
| -------- | ----- | ---------------- | ------ | ---------------------- | ----- | ----- | ----- | ----- | ----- | ------- | --------- |
| 21/02/23 | 18:00 | Chemik Police    | 2–3    | Fenerbahçe SK Istambul | 14–25 | 29–27 | 23–25 | 25–22 | 10–15 | 101–114 | Relatório |
| 22/02/23 | 20:00 | ŁKS Łódź         | 0–3    | VakıfBank SK Istanbul  | 22–25 | 12–25 | 24–26 |       |       | 58–76   | Relatório |
| 23/02/23 | 20:00 | Volero Le Cannet | 3–0    | Developres Rzeszów     | 25–15 | 29–27 | 25–22 |       |       | 79–64   | Relatório |

#### Jogos de volta
| Data     | Hora  |                        | Placar |                  | Set 1 | Set 2 | Set 3 | Set 4 | Set 5 | Total | Relatório |
| -------- | ----- | ---------------------- | ------ | ---------------- | ----- | ----- | ----- | ----- | ----- | ----- | --------- |
| 01/03/23 | 20:00 | VakıfBank SK Istanbul  | 3–0    | ŁKS Łódź         | 25–23 | 28–26 | 25–23 |       |       | 78–72 | Relatório |
| 02/03/23 | 18:30 | Fenerbahçe SK Istambul | 3–1    | Chemik Police    | 25–23 | 25–19 | 21–25 | 25–18 |       | 96–85 | Relatório |
| 02/03/23 | 20:00 | Developres Rzeszów     | 3–0    | Volero Le Cannet | 25–15 | 29–27 | 26–24 |       |       | 80–66 | Relatório |

### Quartas de final
| Equipe 1               | Total | Equipe 2                | 1.º jogo | 2.º jogo |
| ---------------------- | ----- | ----------------------- | -------- | -------- |
| VakıfBank SK Istanbul  | 5 – 1 | Pro Victoria Milano     | 3 – 0    | 3 – 2    |
| Fenerbahçe SK Istambul | 4 – 2 | Imoco Volley Conegliano | 3 – 0    | 2 – 3    |
| Allianz MTV Stuttgart  | 0 – 6 | Igor Gorgonzola Novara  | 1 – 3    | 0 – 3    |
| Developres Rzeszów     | 1 – 5 | Eczacıbaşı VitrA        | 1 – 3    | 2 – 3    |

#### Jogos de ida
| Data     | Hora  |                        | Placar |                         | Set 1 | Set 2 | Set 3 | Set 4 | Set 5 | Total  | Relatório |
| -------- | ----- | ---------------------- | ------ | ----------------------- | ----- | ----- | ----- | ----- | ----- | ------ | --------- |
| 14/03/23 | 18:00 | Developres Rzeszów     | 1–3    | Eczacıbaşı VitrA        | 19–25 | 25–22 | 16–25 | 26–28 |       | 86–100 | Relatório |
| 14/03/23 | 19:00 | Allianz MTV Stuttgart  | 1–3    | Igor Gorgonzola Novara  | 25–21 | 16–25 | 21–25 | 23–25 |       | 85–96  | Relatório |
| 15/03/23 | 19:30 | VakıfBank SK Istanbul  | 3–0    | Pro Victoria Milano     | 25–18 | 25–19 | 25–17 |       |       | 75–54  | Relatório |
| 16/03/23 | 19:00 | Fenerbahçe SK Istambul | 3–0    | Imoco Volley Conegliano | 25–19 | 25–17 | 25–19 |       |       | 75–55  | Relatório |

#### Jogos de volta
| Data     | Hora  |                         | Placar |                        | Set 1 | Set 2 | Set 3 | Set 4 | Set 5 | Total   | Relatório |
| -------- | ----- | ----------------------- | ------ | ---------------------- | ----- | ----- | ----- | ----- | ----- | ------- | --------- |
| 21/03/23 | 20:00 | Pro Victoria Milano     | 2–3    | VakıfBank SK Istanbul  | 25–18 | 22–25 | 25–22 | 21–25 | 11–15 | 104–105 | Relatório |
| 22/03/23 | 20:00 | Igor Gorgonzola Novara  | 3–0    | Allianz MTV Stuttgart  | 25–18 | 25–19 | 25–21 |       |       | 75–58   | Relatório |
| 23/03/23 | 19:00 | Eczacıbaşı VitrA        | 3–2    | Developres Rzeszów     | 20–25 | 25–19 | 24–26 | 25–21 | 15–8  | 109–99  | Relatório |
| 23/03/23 | 20:30 | Imoco Volley Conegliano | 3–2    | Fenerbahçe SK Istambul | 23–25 | 15–25 | 25–23 | 25–20 | 15–13 | 103–106 | Relatório |

### Semifinais
| Equipe 1               | Total            | Equipe 2               | 1.º jogo | 2.º jogo |
| ---------------------- | ---------------- | ---------------------- | -------- | -------- |
| VakıfBank SK Istanbul  | 3 – 3 (15–12 gs) | Fenerbahçe SK Istambul | 0 – 3    | 3 – 0    |
| Igor Gorgonzola Novara | 2 – 4            | Eczacıbaşı VitrA       | 3 – 2    | 0 – 3    |

#### Jogos de ida
| Data     | Hora  |                        | Placar |                        | Set 1 | Set 2 | Set 3 | Set 4 | Set 5 | Total   | Relatório |
| -------- | ----- | ---------------------- | ------ | ---------------------- | ----- | ----- | ----- | ----- | ----- | ------- | --------- |
| 05/04/23 | 19:00 | Igor Gorgonzola Novara | 3–2    | Eczacıbaşı VitrA       | 25–23 | 25–19 | 20–25 | 17–25 | 16–14 | 103–106 | Relatório |
| 06/04/23 | 19:30 | VakıfBank SK Istanbul  | 0–3    | Fenerbahçe SK Istambul | 10–25 | 23–25 | 20–25 |       |       | 53–75   | Relatório |

#### Jogos de volta
| Data     | Hora  |                        | Placar |                        | Set 1 | Set 2 | Set 3 | Set 4 | Set 5 | Total | Relatório |
| -------- | ----- | ---------------------- | ------ | ---------------------- | ----- | ----- | ----- | ----- | ----- | ----- | --------- |
| 12/04/23 | 19:00 | Eczacıbaşı VitrA       | 3–0    | Igor Gorgonzola Novara | 25–22 | 25–12 | 25–21 |       |       | 75–55 | Relatório |
| 13/04/23 | 19:00 | Fenerbahçe SK Istambul | 0–3    | VakıfBank SK Istanbul  | 22–25 | 14–25 | 19–21 |       |       | 55–71 | Relatório |

### Final
| Data     | Hora  |                       | Placar |                  | Set 1 | Set 2 | Set 3 | Set 4 | Set 5 | Total  | Relatório |
| -------- | ----- | --------------------- | ------ | ---------------- | ----- | ----- | ----- | ----- | ----- | ------ | --------- |
| 20/05/23 | 17:30 | VakıfBank SK Istanbul | 3–1    | Eczacıbaşı VitrA | 27–25 | 25–17 | 23–25 | 25–17 |       | 100–84 | Relatório |

## Classificação final
| Posição        | Equipe                 |
| -------------- | ---------------------- |
|                | VakıfBank SK           |
|                | Eczacıbaşı VitrA       |
| Semifinalistas | Igor Gorgonzola Novara |
| Semifinalistas | Fenerbahçe SK Istambul |

## Premiações
| Liga dos Campeões de 2022-23     |
| Turquia                          |
| -------------------------------- |
| VakıfBank SK Campeão (6° título) |

## Prêmios individuais
A seleção do campeonato foi composta pelos seguintes jogadores:
- MVP:  Paola Egonu
- Técnico:  Ferhat Akbaş

### Melhores jogadoras por estatísticas
As atletas que se destacaram individualmente foramː
| - Maior pontuadora Paola Egonu (VAK) - Melhor saque Arina Fedorovtseva (FEN) - Melhor recepção Aylin Sarıoğlu Acar (VAK) | - Melhor bloqueadora Chiaka Ogbogu (VAK) - Melhor ataque Paola Egonu (VAK) - Melhor levantamento Elif Şahin (ECS) |